# CAMP test
Il CAMP test è utilizzato per identificare gli streptococchi di Gruppo B, in base alla formazione di una sostanza (fattore CAMP) che rende più evidente la zona di emolisi prodotta dalla β-emolisina di Streptococcus agalactiae. Questo test è spesso utilizzato per identificare Listeria spp.

## Fattore CAMP
Anche se di solito il test viene utilizzato per identificare gli streptococchi di gruppo "B", vi è qualche evidenza che il gene del fattore CAMP sia presente in diversi gruppi di streptococchi, compreso il gruppo "A".
Un fattore simile è stato identificato in Bartonella henselae.

## Applicazione
Il CAMP test può essere utilizzato per identificare Streptococcus agalactiae, batterio non fortemente beta-emolitico di per sé, ma che presenta un'aumentata attività beta-emolitica in presenza di Staphylococcus aureus.

## Origini del termine
CAMP è l'acronimo di "Christie Atkins Munch-Petersen", i nomi dei tre ricercatori che per primi hanno osservato il fenomeno.
Spesso viene erroneamente indicato come un acronimo di quattro nomi (contando Munch-Petersen come due persone).
Il nome non ha alcuna relazione con adenosina monofosfato ciclico (cAMP).